# Вард (Арканзас)
Вард (англ. Ward) — місто (англ. city) в США, в окрузі Лоноук штату Арканзас. Населення — 6052 особи (2020).

## Географія
Вард розташований на висоті 74 метри над рівнем моря за координатами 35°0′47″ пн. ш. 91°57′27″ зх. д. / 35.01306° пн. ш. 91.95750° зх. д. (35.013014, -91.957380).  За даними Бюро перепису населення США в 2010 році місто мало площу 10,73 км², уся площа — суходіл.

## Демографія
Згідно з переписом 2010 року, у місті мешкало 4067 осіб у 1512 домогосподарствах у складі 1110 родин. Густота населення становила 379 осіб/км².  Було 1680 помешкань (157/км²). 
Расовий склад населення:
| - 94,0 % — білих - 1,2 % — корінних американців - 1,1 % — чорних або афроамериканців - 0,6 % — азіатів |

До двох чи більше рас належало 2,7 %. Іспаномовні складали 3,1 % від усіх жителів.
За віковим діапазоном населення розподілялося таким чином: 31,0 % — особи молодші 18 років, 62,4 % — особи у віці 18—64 років, 6,6 % — особи у віці 65 років та старші. Медіана віку мешканця становила 28,5 року. На 100 осіб жіночої статі у місті припадало 98,0 чоловіків;  на 100 жінок у віці від 18 років та старших — 94,7 чоловіків також старших 18 років.
Середній дохід на одне домашнє господарство  становив 55 084 долари США (медіана — 46 655), а середній дохід на одну сім'ю — 60 469 доларів (медіана — 53 182). Медіана доходів становила 40 347 доларів для чоловіків та 31 201 долар для жінок. За межею бідності перебувало 11,4 % осіб, у тому числі 10,8 % дітей у віці до 18 років та 10,3 % осіб у віці 65 років та старших.
Цивільне працевлаштоване населення становило 2102 особи. Основні галузі зайнятості: освіта, охорона здоров'я та соціальна допомога — 26,9 %, роздрібна торгівля — 17,6 %, виробництво — 8,5 %, науковці, спеціалісти, менеджери — 8,1 %.
За даними перепису населення 2000 року у Варді проживало 2580 осіб, 726 сімей, налічувалося 938 домашніх господарств і 1075 житлових будинків. Середня густота населення становила близько 255,4 осіб на один квадратний кілометр. Расовий склад Варда за даними перепису розподілився таким чином: 97,33% білих, 0,19% — чорних або афроамериканців, 0,78% — корінних американців, 0,39% — азіатів, 1,16% — представників змішаних рас, 0,16% — інших народів. іспаномовні склали 1,94% від усіх жителів міста.
З 938 домашніх господарств в 46,7% — виховували дітей віком до 18 років, 60,3% представляли собою подружні пари, які спільно проживали, в 12,4% сімей жінки проживали без чоловіків, 22,6% не мали сімей. 18,1% від загального числа сімей на момент перепису жили самостійно, при цьому 5,1% склали самотні літні люди у віці 65 років та старше. Середній розмір домашнього господарства склав 2,75 особи, а середній розмір родини — 3,13 особи.
Населення міста за віковим діапазоном за даними перепису 2000 року розподілилося таким чином: 32,9% — жителі молодше 18 років, 9,1% — між 18 і 24 роками, 33,3% — від 25 до 44 років, 16,9% — від 45 до 64 років і 7,7% — у віці 65 років та старше. Середній вік мешканця склав 29 років. На кожні 100 жінок у Варді припадало 95,6 чоловіків, у віці від 18 років та старше — 91,4 чоловіків також старше 18 років.
Середній дохід на одне домашнє господарство в місті склав 32 924 долара США, а середній дохід на одну сім'ю — 34 702 долара. При цьому чоловіки мали середній дохід в 30 275 доларів США на рік проти 21 151 долар середньорічного доходу у жінок. Дохід на душу населення в місті склав 13 581 долар на рік. 13,6% від усього числа сімей в населеному пункті і 16,5% від усієї чисельності населення перебувало на момент перепису населення за межею бідності, при цьому 18,8% з них були молодші 18 років і 18,0% — у віці 65 років та старше.